# Bruno del Jura

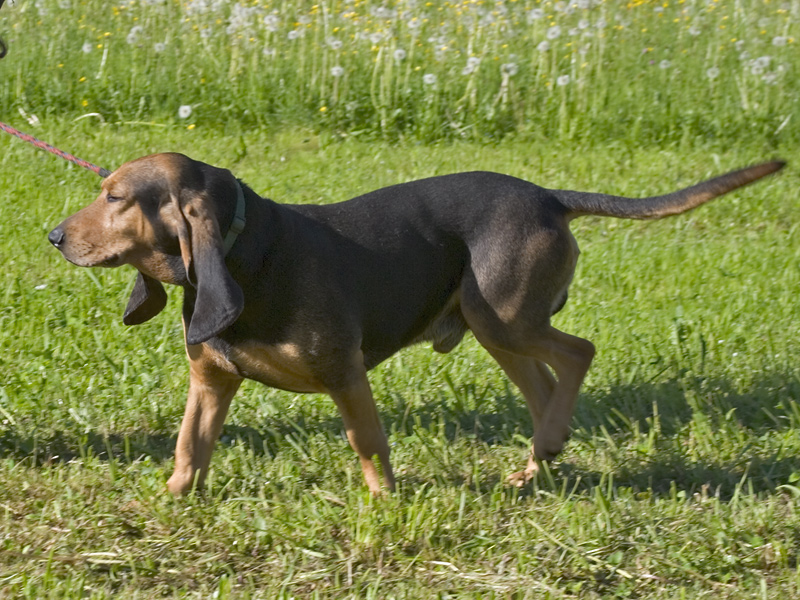
Fernando del Jura

El Bruno del Jura es un perro doméstico desarrollado en la Edad Media para la caza en las montañas del Jura, en la frontera entre Suiza y Francia.
Se encuentra en una amplia variedad de colores y tiene una cabeza ancha y muchas arrugas, lo que lo diferencia de otros perros de caza suizos. Se les utiliza para cazar zorros, liebres y pequeños ciervos. Se trata de un perro con una capacidad olfativa muy potente, capaz de seguir una traza muy leve de rastro en un terreno rocoso y rudo como el de la montaña. Si se le utiliza para compañía necesitará mano firme.
Su tamaño es similar al Schweizer Laufhund, pero difiere en el ancho de su cabeza, estando relacionado con el Perro de San Huberto.
Su expectativa de vida es de doce o trece años, pudiendo pesar entre 15 y 20 kg con una altura de 43 a 58 cm hasta la cruz.